# Computer easy
Die Computer easy war eine deutsche Computerzeitschrift mit zweiwöchentlicher Erscheinungsweise, die sich speziell an PC-Einsteiger richtete, die das Betriebssystem Microsoft Windows einsetzen. Die Erstausgabe von Computer easy erschien am 14. Januar 1998 und die letzte Ausgabe am 5. April 2004.
Verlegt wurde die Zeitschrift von der Vogel Computer Presse (heute Vogel Business Media). Chefredakteure waren nach dem Gründungschefredakteur Martin Vieten ab April 2000 Volker Everts, gefolgt von Werner Pliegl und Tomas Pyczak im Juli 2000. Ab September 2001 war Pyczak dann alleiniger Chefredakteur.
Ähnlich wie später in der Computer Bild gab es in der Heftmitte von Computer easy heraustrennbare Workshops zum Sammeln.
Unter dem Titel Computer easy erschienen auch nach Einstellung der Zeitschrift noch sporadisch Sonderhefte und Bücher.